# Bergsjö kyrka
Bergsjö kyrka är en kyrkobyggnad som tillhör Bergsjö församling i Uppsala stift. Kyrkan ligger vid stranden av Kyrksjön.

## Kyrkobyggnaden
Nuvarande stenkyrka uppfördes 1843 - 1845 av byggmästaren Jacob Norin som ersättning för en ursprungligen medeltida kyrka som eldhärjades 1842. Den hade utvidgats 1733 och förlängts med 18 alnar i öster, men det enda som återstår av den medeltida byggnaden är de nedre delarna i det nuvarande kyrktornet. Kyrkan, till vilken ritningar gjorts upp av Johan Fredrik Åbom vid Överintendentsämbetet men som till största delen byggdes efter byggmästarens egna ritningar, är av typen salkyrka och består av ett rektangulärt långhus med en utbyggd sakristia i öster. Ingångar finns i väster samt mitt på långhusets nord- och sydsida. Den nyklassicistiska exteriören är välbevarad och typisk för byggnadstiden. Kyrkorummet har till viss del behållit sin karaktär, även om den fasta inredningen och färgsättningen förändrades vid en genomgripande restaurering 1953. Altarväggens gestaltning, med fem arkadbågar och två stora målningar av Albert Blombergsson,som härrör från byggnadstiden sparades, medan den ursprungliga altarpredikstolen ändrades genom att predikstolen flyttades till nordväggen. På dess plats över altaret sattes en trärelief föreställande Kristus förkunnaren, utförd av C. O. Avén. 

## Inventarier
- Altare och altarrund är samtida med nuvarande kyrka.
- Ett rökelsekar av malm är från medeltiden.
- Två malmljusstakar av ålderdomlig typ är sannolikt från 1500-talet.
- Predikstolen, som ursprungligen var placerad över altaret, är tillverkad av O. Dahlberg och prydd med reliefer.
- Foten till en medeltida dopfunt står i tornets bottenvåning. Funten är av kalksten och sannolikt från början av 1200-talet.
- Nummertavlorna är från 1828 och räddades från kyrkbranden.
- I tornet hänger två klockor omgjutna av K. G. Bergholtz & Co i Stockholm år 1920.

### Orgel
- 1859 byggde Johan Gustaf Ek, Torpshammar, en orgel med 16 stämmor. 1914 byggdes orgeln om av Erik Henrik Erikson, Gävle. Den byggdes åter om 1953 av Oskar Sundström, Uppsala, då orgeln utökades med 10 stämmor. 1962 renoverades den av Bo Wedrup, Uppsala.
- Den nuvarande orgeln byggdes 1967 av Gustaf Hagström Orgelverkstad AB, Härnösand. Orgeln har mekanisk traktur, elektrisk registratur och slejflådor. Tonomfånget är på 56/30. Orgeln har tre fria kombinationer, tutti koppel och registersvällare.

| Ryggpositiv I   | Huvudverk II      | Svällverk III     | Pedal         | Koppel |
| Trägedackt 8'   | Gedacktpommer 16' | Rörflöjt 8'       | Subbas 16'    | I/P    |
| Kvintadena 8'   | Principal 8'      | Principal 4'      | Principal 8'  | II/P   |
| Principal 4'    | Gedackt 8'        | Spetsflöjt 4'     | Gedackt 8'    | III/P  |
| Rörflöjt 4'     | Oktava 4'         | Gemshorn 2'       | Oktava 4'     | I/II   |
| Waldflöjt 2'    | Blockflöjt 4'     | Sesquialtera II   | Nachthorn 2'  | III/II |
| Sifflöjt 1 1⁄3' | Kvinta 2 2⁄3'     | Zimbel III        | Mixtur III    |        |
| Scharff III     | Oktava 2'         | Dulcian 8'        | Fagottbas 16' |        |
| Krummhorn 8'    | Mixtur IV         | Tremulant         | Skalmeja 4'   |        |
| Tremulant       | Trumpet 8'        | Crescendosvällare |               |        |

#### Kororgel
1980 byggdes en kororgel av Grönlunds Orgelbyggeri AB, Gammelstaden. Orgeln är mekanisk och har slejflådor. Tonomfånget är på 56/30. Slejfdelningen är på h0/c1.
| Manual            | Pedal      | Koppel  |
| Gedackt 8' B/D    | Subbas 16' | Man/Ped |
| Principal 4' B/D  |            |         |
| Rörflöjt 4' B/D   |            |         |
| Waldflöjt 2' B/D  |            |         |
| Cymbel II B/D     |            |         |
| Dulcian 8' B/D    |            |         |
| Crescendosvällare |            |         |

## Bilder

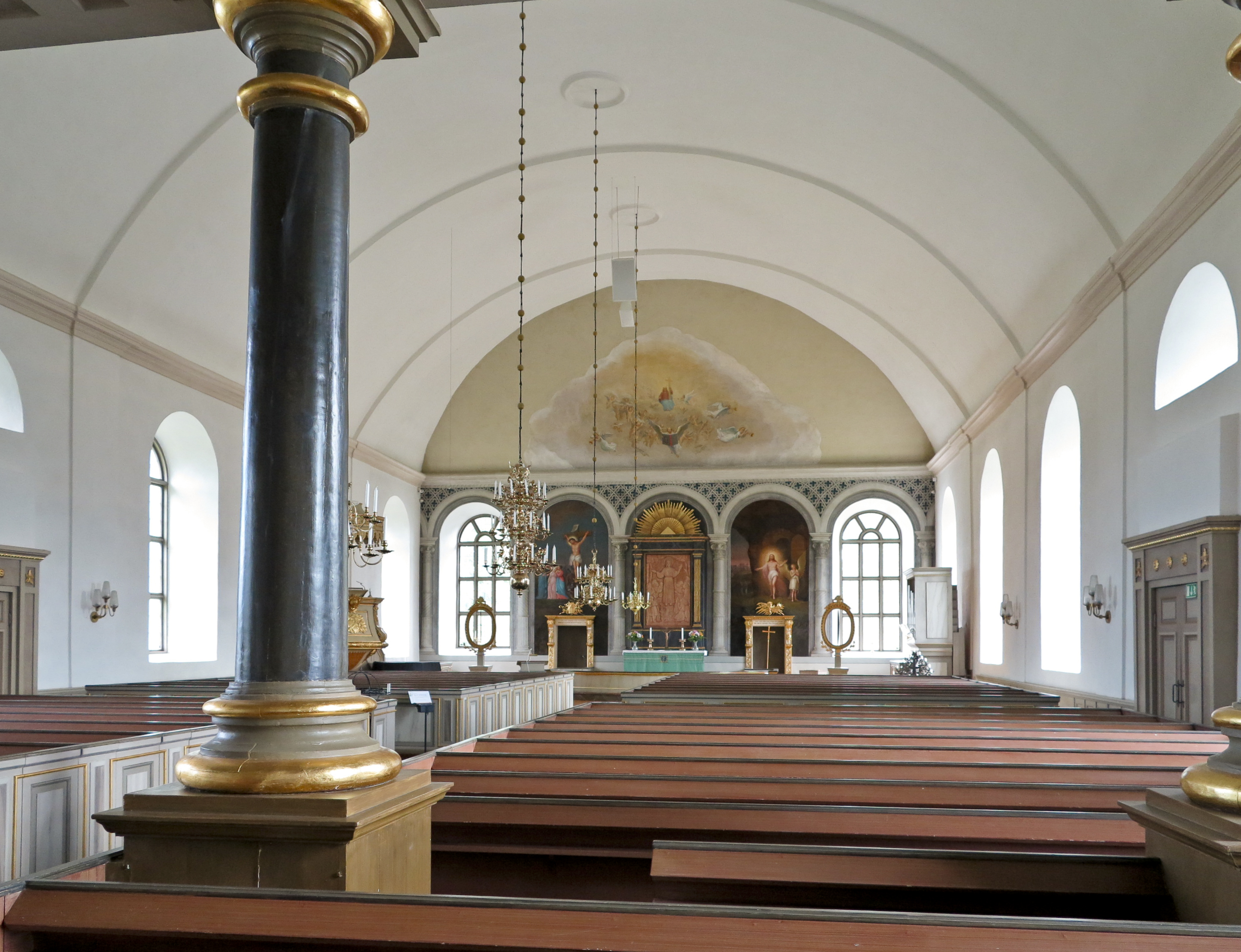
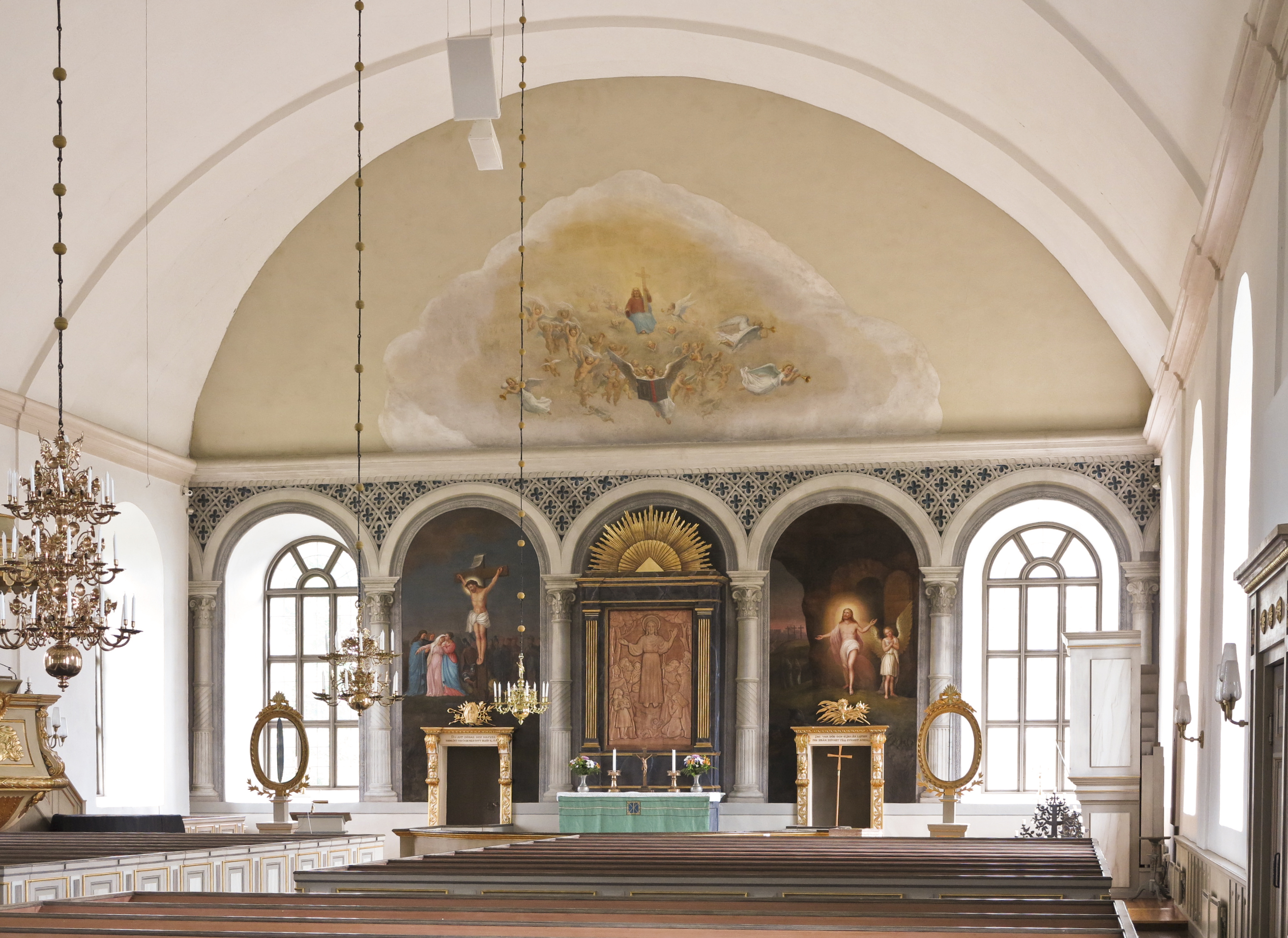
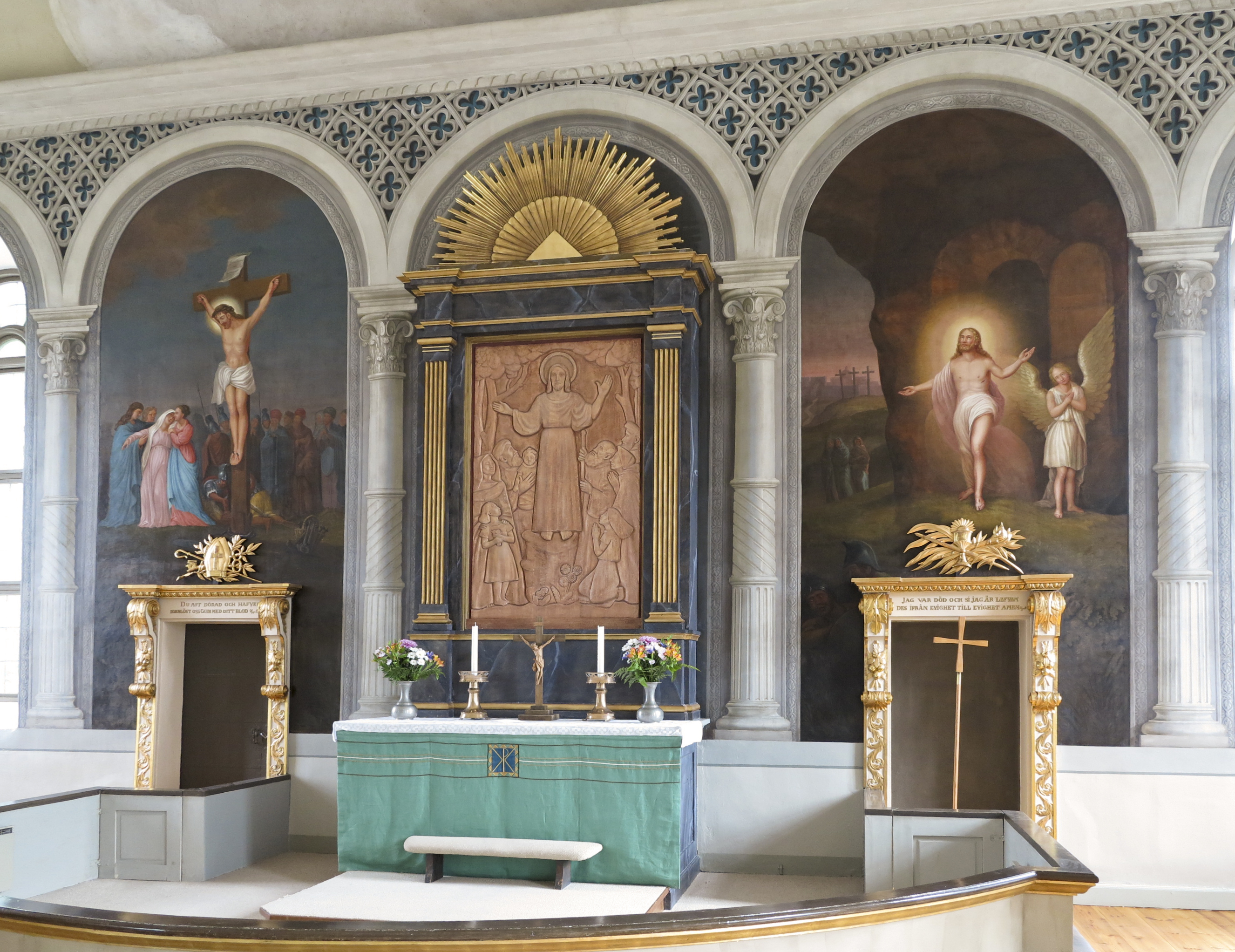
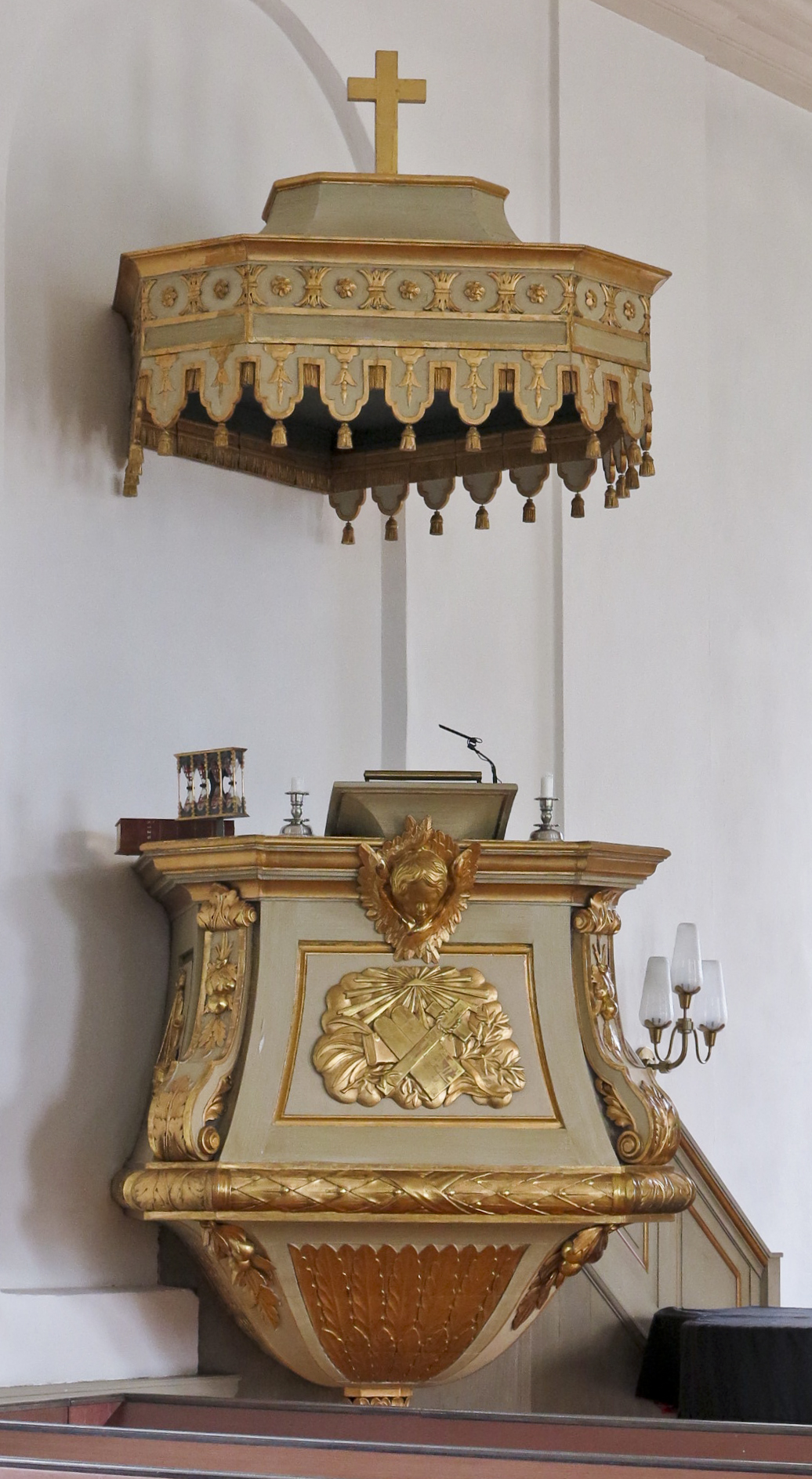
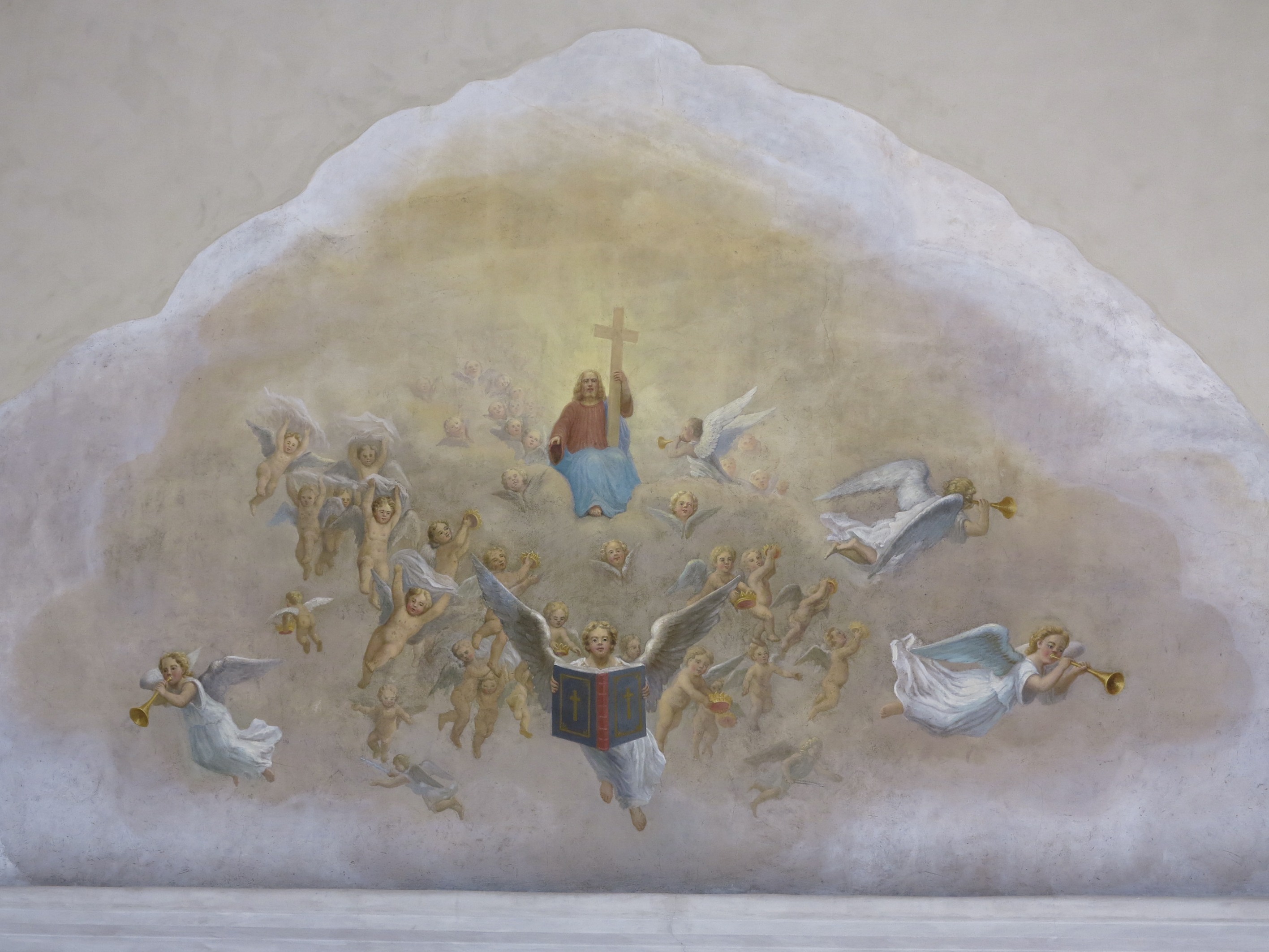
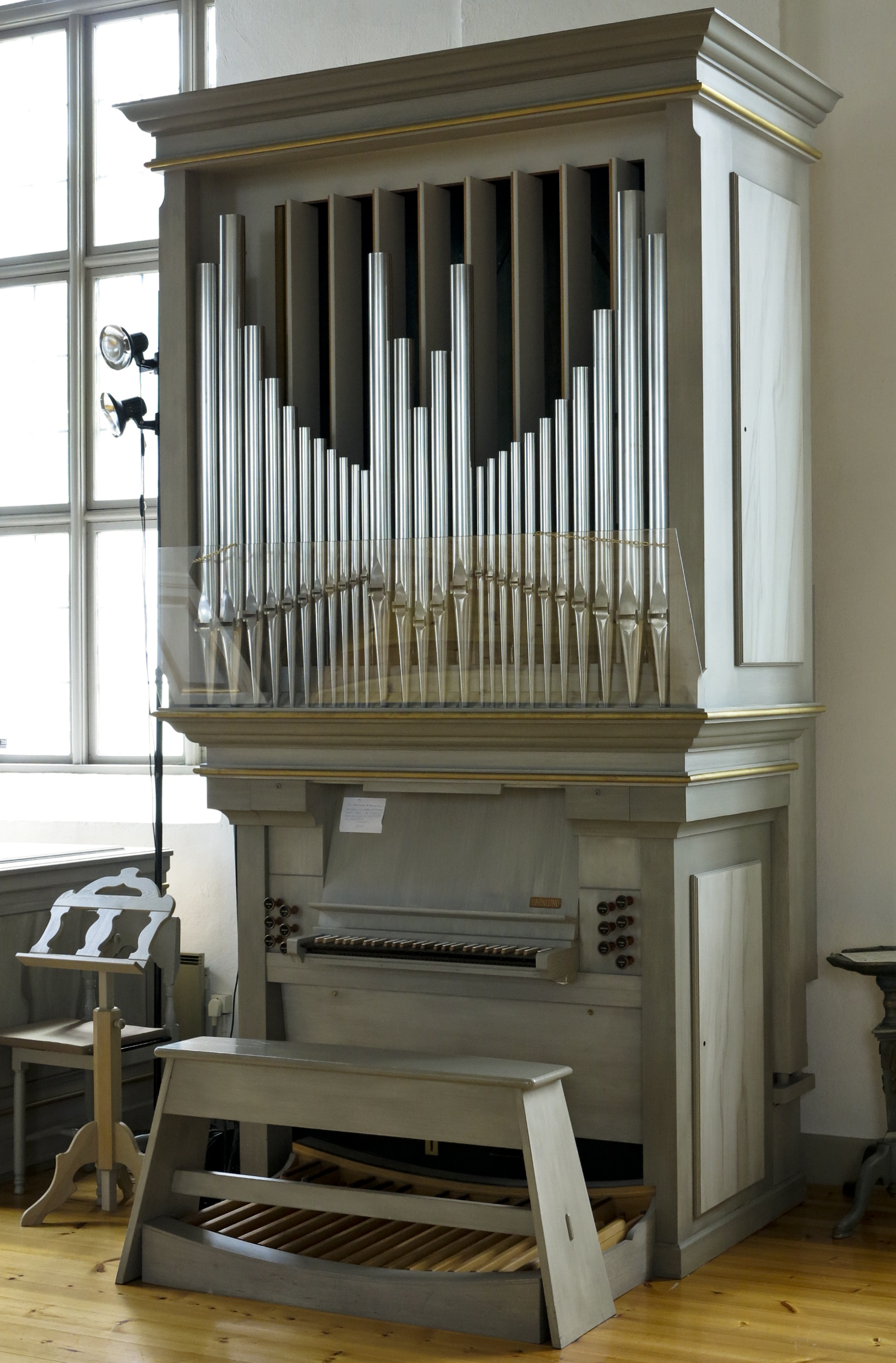
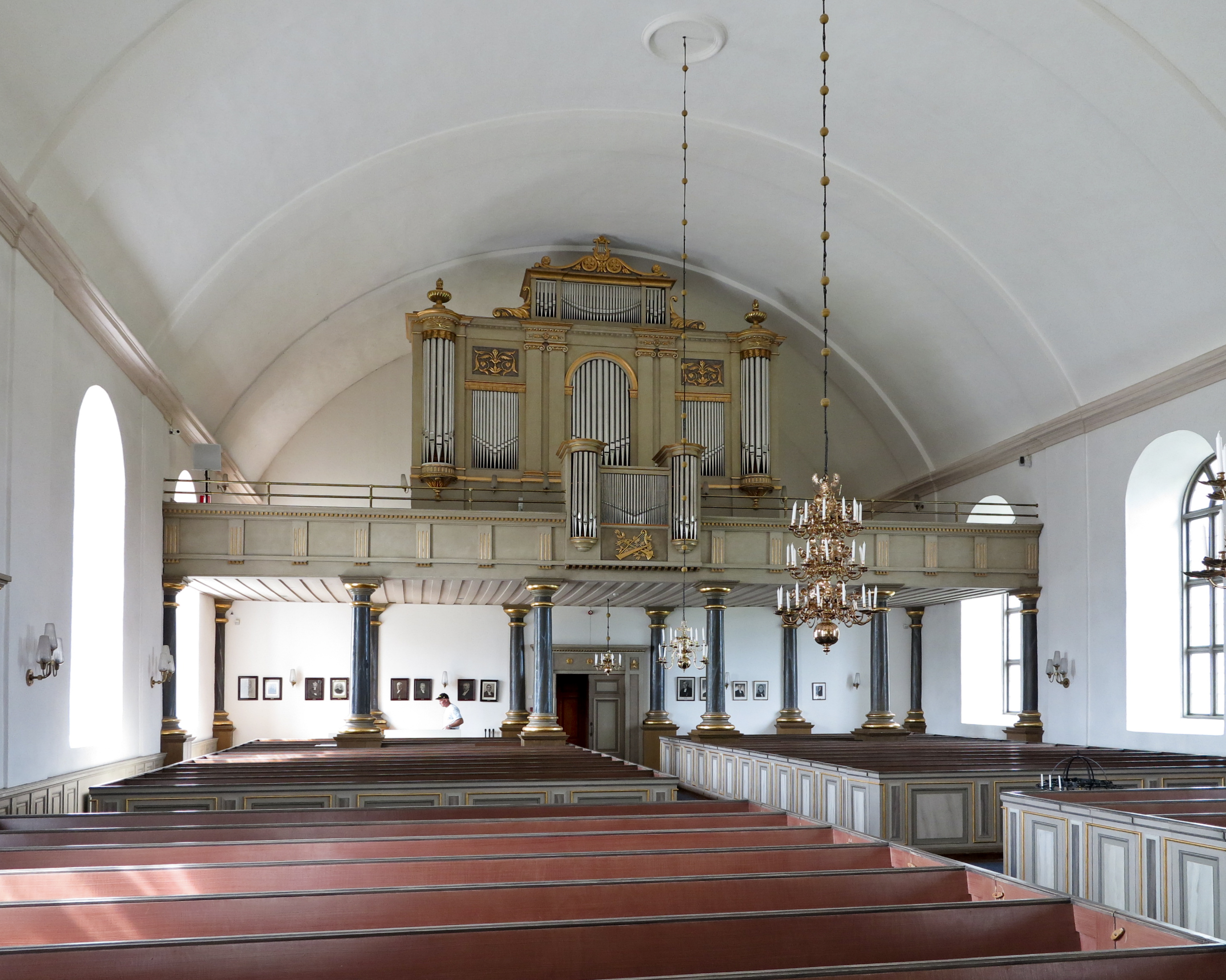
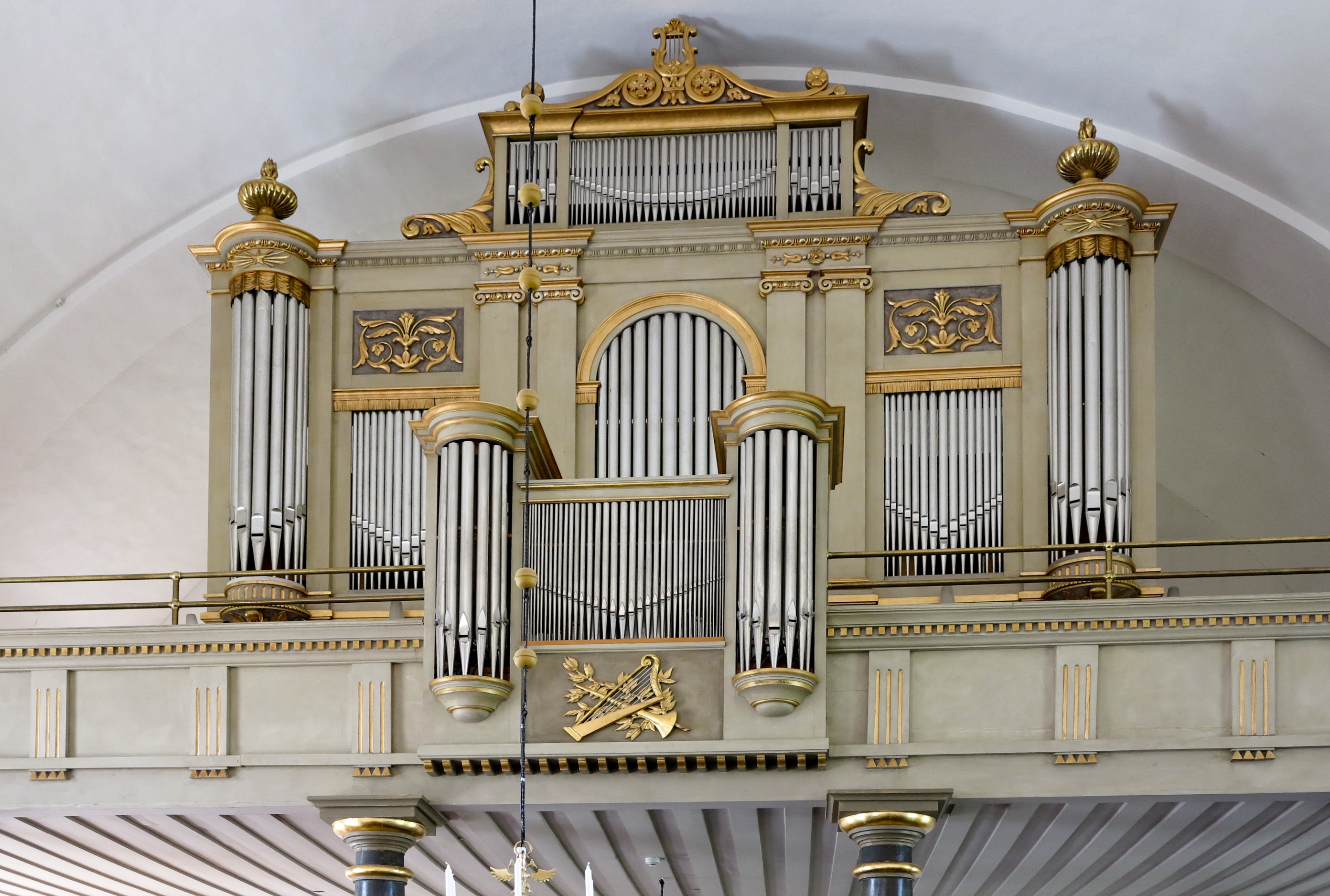
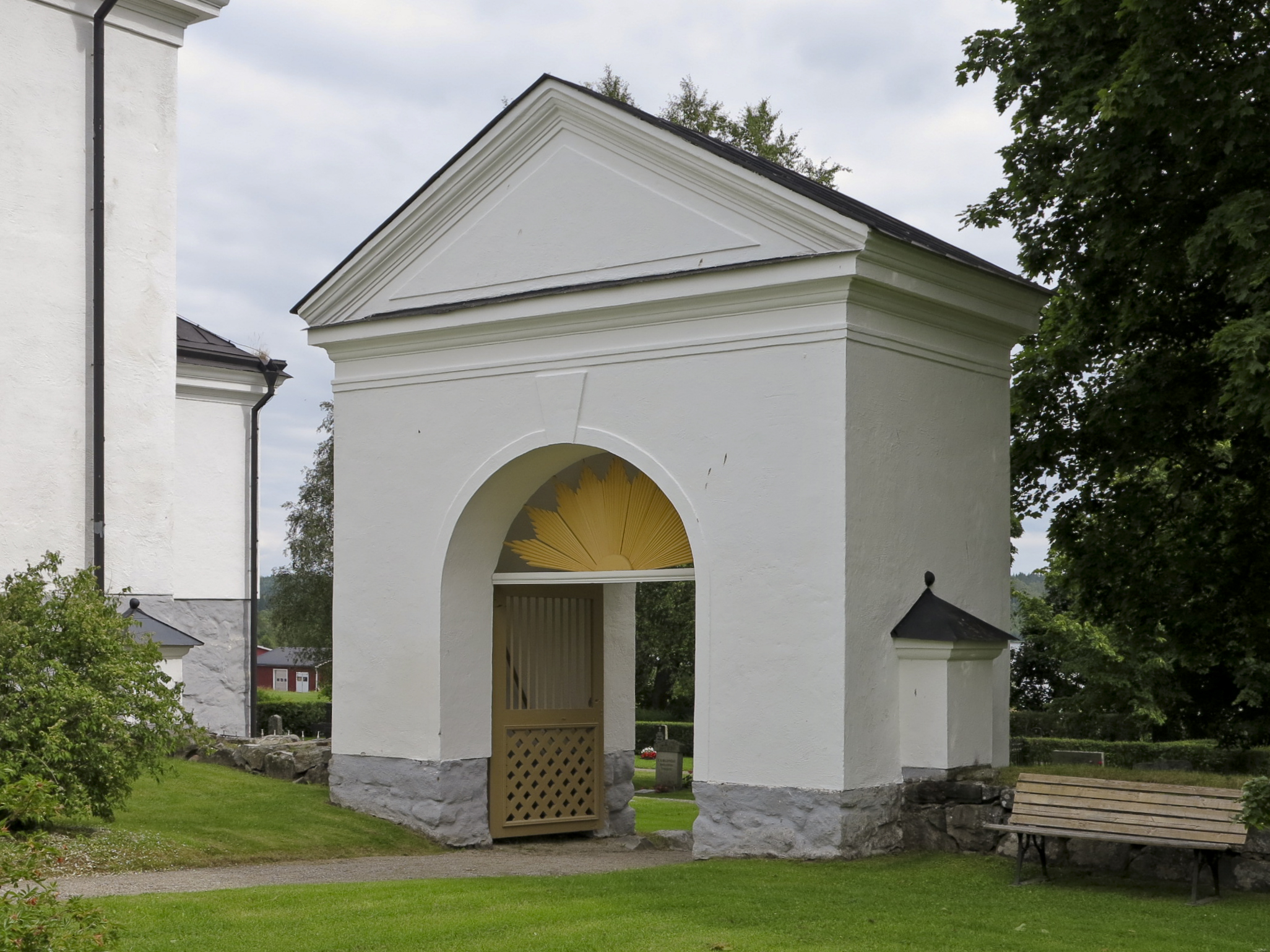

### Webbkällor
- anläggningspresentation